# Naval (kommun i Spanien, Aragonien, Provincia de Huesca, lat 42,20, long 0,17)
Naval är en kommun i Spanien.   Den ligger i provinsen Provincia de Huesca och regionen Aragonien, i den nordöstra delen av landet, 400 km nordost om huvudstaden Madrid. Antalet invånare är 250. Arean är 47 kvadratkilometer.
Terrängen i Naval är lite kuperad.